# Симэнь (станция метро)
«Симэнь» (англ. Ximen; кит. 西門) — пересадочный узел Тайбэйского метрополитена, связывающий линии Баньнань и Сяонаньмэнь. Находится на территории района Чжунчжэн в Тайбэе. Выход #6 ведёт к пешеходной зоне Симэньдин.
Станция «Симэнь» была открыта 24 декабря 1999 года в составе участка Наньган линии Баньнань. Она располагается между станциями «Тайбэйский вокзал» и «Храм Луншань». «Симэнь» является конечной станцией линии Сяонаньмень, которая была открыта 31 августа 2000 года. Следующая станция на этой линии — «Сяонаньмэнь».  В 2013 году на станции были установлены автоматические платформенные ворота.

## Техническая характеристика
«Симэнь» — двухъярусная пересадочная колонная станция. На верхний ярус прибывают поезда в сторону станции «Наньган». На нижний ярус прибывают поезда в сторону станции «Юннин». Поезда линии Сяонаньмэнь используют только один путь и прибывают либо на верхний, либо на нижний ярус. Смена использования ярусов происходит примерно раз один в квартал.